# Cuponomia
Cuponomia é um site brasileiro que reúne ofertas e cupons de descontos e cashback para compras no e-commerce. A startup,  criada em 2012, por Antônio Miranda e Vinícius Dornela, tem como objetivo proporcionar economia aos consumidores por meio de seu portal que reúne cupons de descontos gratuitos e ofertas. O site foi citado pela revista Forbes como o principal destino de busca para cupons de desconto e códigos promocionais no Brasil.
O Cuponomia foi um dos representantes brasileiros no Tech Crunch Disrupt – um dos maiores eventos de startups no mundo, que ocorre no Vale do Silício, nos Estados Unidos.. A Startup foi selecionada pela aceleradora americana 500 Startups para participar do seu programa no Vale do Silício (EUA). Além do aporte financeiro, o Cuponomia passou 4 meses recebendo as orientações da incubadora para o aprimoramento do produto. 

## História
A ideia de criar o Cuponomia surgiu em 2012, quando os empreendedores Antônio Miranda e Vinicius Dornela perceberam uma mudança de cultura dos brasileiros dentro do comércio eletrônico e o crescimento das buscas online por cupons de desconto.  Um ano depois, em 2013 o Cuponomia alcançou a marca de mais de um milhão de cupons utilizados, que geraram mais de R$ 4 milhões em vendas por mês. Com a expansão deste segmento, a empresa alcançou um crescimento de mais de 100% ao ano. 
Em 2015, o site do Cuponomia expandiu parcerias pela América Latina e ganhou novas versões que atendem aos países: Colômbia, Chile e México.
Em 2016, o Cuponomia lançou o programa de fidelidade, modelo em que os usuários acumulam pontos a partir da utilização dos códigos promocionais e ofertas disponíveis no site. No primeiro ano de funcionamento mais de 1 milhão de pontos foram resgatados pelos participantes do programa.
No ano de 2018, mais de 20 milhões de cupons de descontos foram resgatados pelos usuários do Cuponomia. Os códigos promocionais possibilitaram uma economia de, aproximadamente, R$ 35 milhões no total das compras feitas durante o ano.
Em 2019, o Cuponomia lançou o programa de Cashback, sistema que devolve parte do valor da compra para o usuário cadastrado no site.
Em 2020, a startup atingiu a marca de  R$ 1 bilhão em vendas para o comércio eletrônico e lançou o  app Cuponomia, disponível para Android e iOS. 

## Parcerias
O Cuponomia possui mais de 20 mil cupons de desconto para mais de mil lojas diferentes. Entre os parceiros estão grandes varejistas e diversos nomes de comércio eletrônico do Brasil, como Ricardo Eletro, Walmart, Americanas, Amazon, Extra, Submarino, Casas Bahia, Ponto Frio, Saraiva, Centauro, Netshoes, dentre outros. O modelo de negócio do Cuponomia tem como base o comissionamento gerado a partir das transações realizadas com os cupons e ofertas publicadas pelo portal. 

## Ligações Externas
- Website oficial
- Website oficial - Colômbia
- Website oficial - Chile
- Website oficial - México